# Cereja
 (mai 2017).
Cereja est un village catalan d'Espagne faisant partie de la commune et de l'enclave de Llívia dans la province de Gérone. En 2008, sa population s'élevait à 32 habitants.

## Lieux et monuments
- L'église Saint-Joseph.